# 布雷茲尼察-奧科爾鄉
44°40′N 22°37′E / 44.667°N 22.617°E
布雷茲尼察-奧科爾鄉（羅馬尼亞語：Comuna Breznița-Ocol, Mehedinți），是羅馬尼亞的鄉份，位於該國西南部，由梅赫丁茨縣負責管轄，面積75平方公里，海拔高度159米，2007年人口4,013，人口密度每平方公里53人。